# 一本足打法
一本足打法（いっぽんあしだほう） とは、野球における打者のバッティングフォームのひとつ。投手の投球フォームに合わせ、投手側の足（右打者は左足、左打者は右足）を上げ、軸足（右打者は右足、左打者は左足）だけで立って打つ打法である。

## 解説
片足だけで立つことからこう呼ばれる。片足で立ったままの姿勢を長く保つ打法は、一本足で立つ鳥のフラミンゴにたとえてフラミンゴ打法とも呼ばれる。足を上げることによってボールを手元まで引きつけたり、打つタイミングを取りやすくなるというメリットがある一方、下半身への負担が大きく、下半身の弱い選手は軸もぶれやすいため習得が難しい。上半身に頼らず、強靭な下半身とバランス感覚が要求される。
王貞治が用いたことで特に知られる。王に一本足打法を指導した荒川博は、駒田徳広ほか多くの選手に一本足打法を伝授しようとしたが、会得できた選手はほとんどいないという。巨人の監督を務めた川上哲治は一本足打法には否定的であり、二本足に戻すよう王に命じたことが何度かあるが、王本人の意向によって一本足は現役最後まで貫かれた。川上は、ボールをとらえるタイミングを会得すれば元のフォームに戻すと思っていたのに、王が引退まで一本足打法で貫き通したことにはあきれさえ感じたと述べている。すなわち、一本足打法が優れているのではなく、王のバッターとしての資質が優れているのであり、この打法はそれを引き出すためのものにすぎないという考え方になる。
英語で一本足打法に相当する動作は"leg kick"あるいは"leg lift"などといい、特に足を高く上げる場合は"high leg kick"などと表現される。この打法を用いた著名な打者として、英語圏ではメル・オットの名が王貞治とともにしばしば挙げられる。
メジャーリーグスカウトには、投手にバランスを崩される危険が高い打ち方だと評する声もある。現役晩年の王貞治を見た真弓明信は、一本足打法を「スランプになるタイミングの取り方」と評している。

## 使用した選手

王貞治

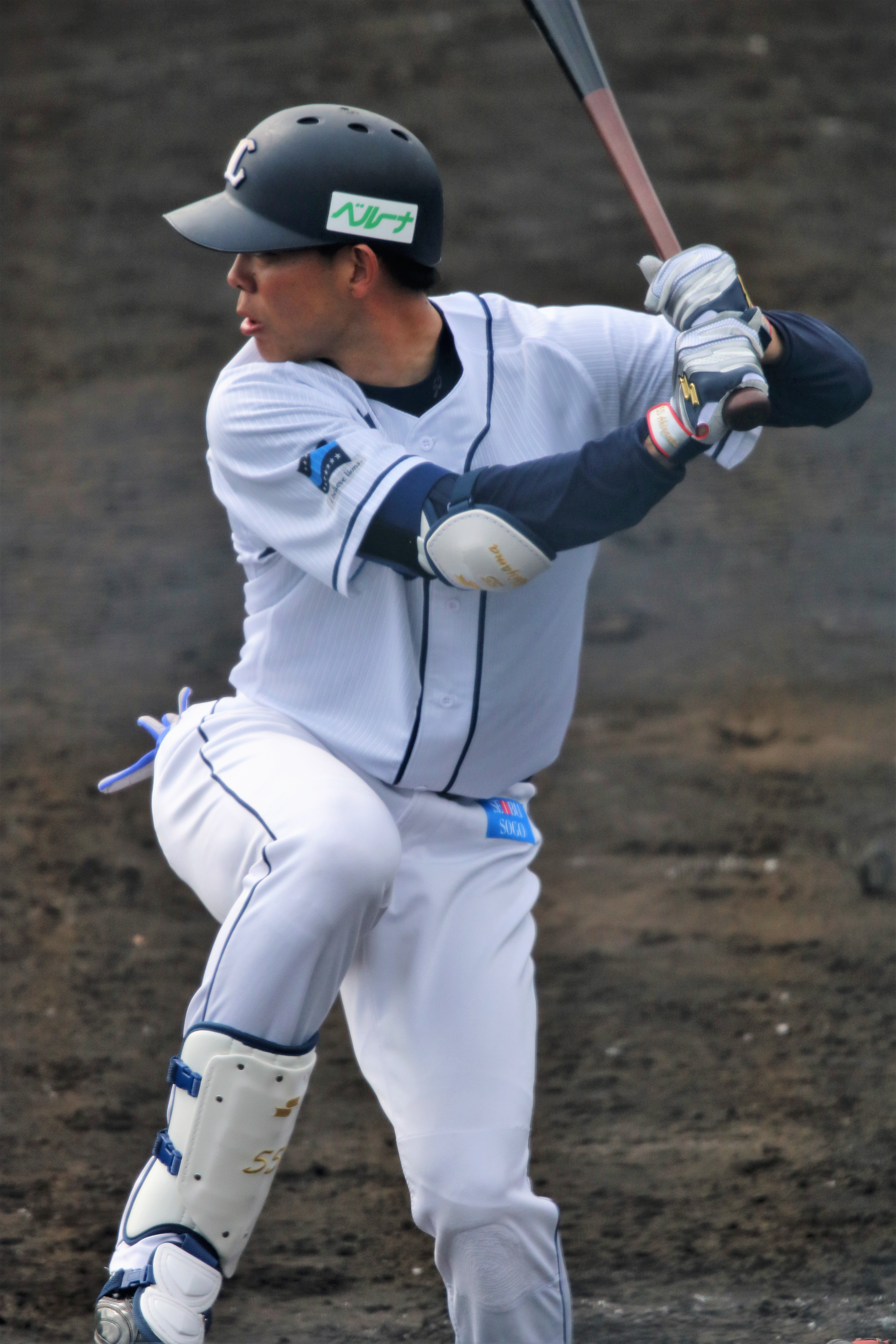
秋山翔吾

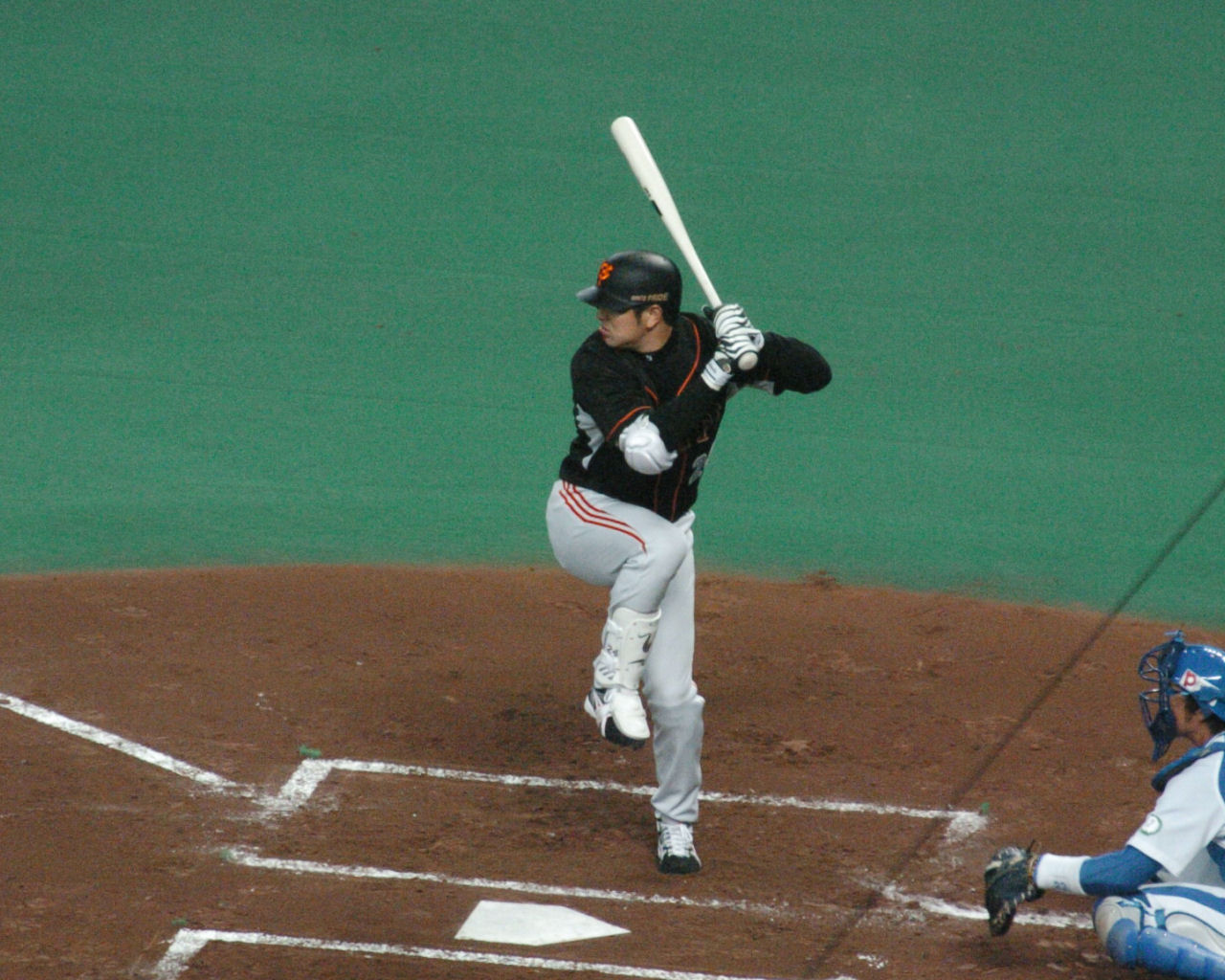
高橋由伸

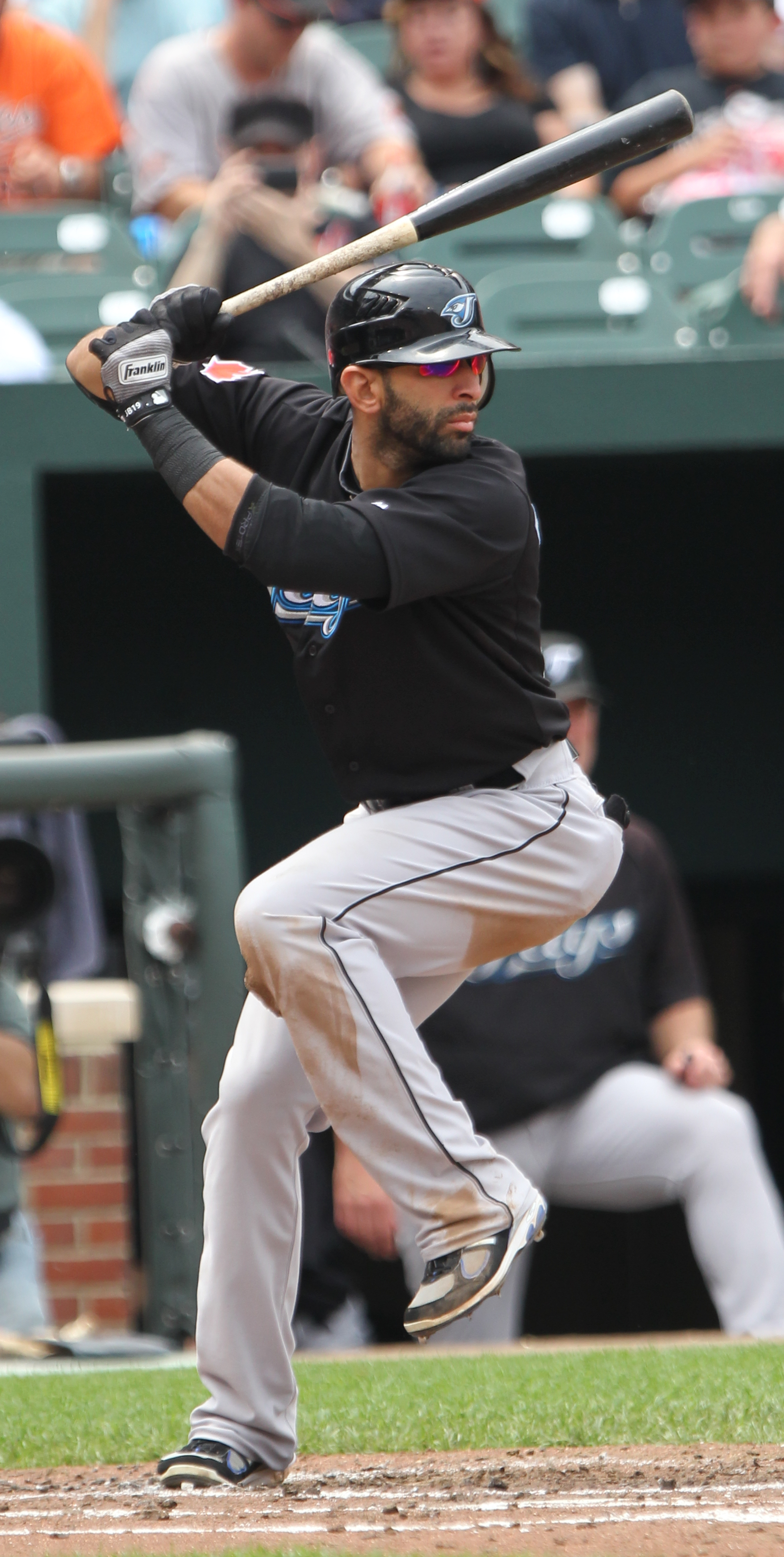
ホセ・バティスタ

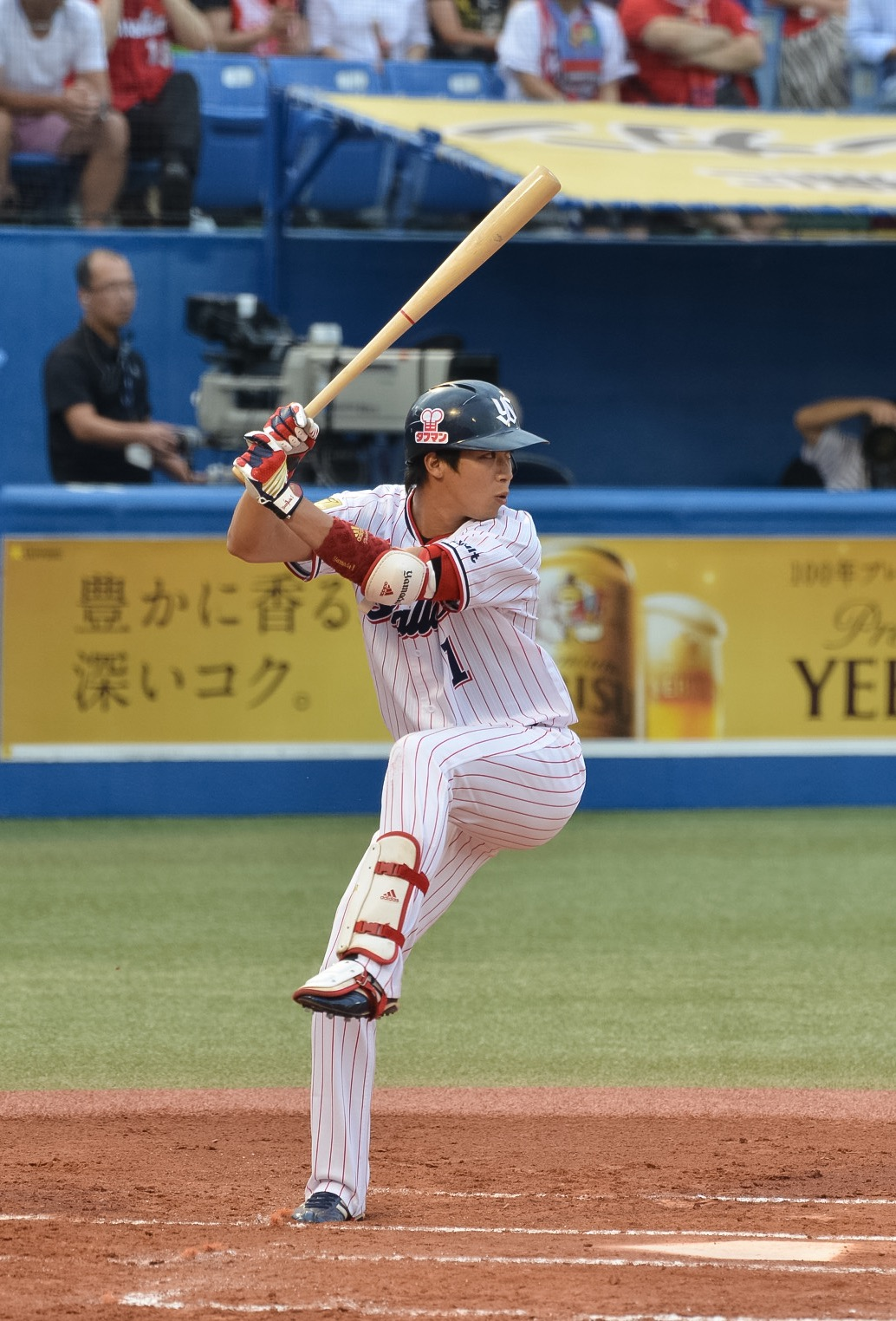
山田哲人

- 秋山翔吾[15]
- 浅村栄斗[16]
- 池山隆寛[17]
- 井端弘和[18]
- 王貞治[7]
- メル・オット[7][8][9][11][12][19]
- 片平晋作[17]
- 門田博光[20][17]
- 黒木基康[21]
- 小久保裕紀[22]
- 坂本勇人[17]
- ルーベン・シエラ[8]
- ダリル・ストロベリー[11][12]
- 大豊泰昭[23]
- 高橋由伸[24][17]
- 立浪和義[17]
- 田淵幸一[17]
- 近本光司[25]
- マイク・トラウト[26]
- 中田翔[27]
- 西川遥輝[28]
- カービー・パケット[10][11][29]
- 橋本到[30]
- ホセ・バティスタ[31]
- ハロルド・ベインズ[8]
- 松中信彦[32]
- 柳田悠岐[15]
- 山田哲人[33]
- アレックス・ロドリゲス[34]
- 渡辺勝[35]

### フィクション選手
- 桧あすなろ（『名門!第三野球部』より）
- 猿野天国（『ミスターフルスイング』より）
- 北大路輝太郎（『最強!都立あおい坂高校野球部』より）
- クロえもん（『ドラベース ドラえもん超野球外伝』より）
- 坂本（『県立海空高校野球部員山下たろーくん』より）
- 朝比奈いろは（『八月のシンデレラナイン』より）

## 逆一本足打法
上記の打法とは逆に、投手と反対側の足（軸足）の側を高く上げ、投手側の足一本で立って打つ打法もあり、逆一本足打法と呼ばれる。
プロ野球ではワシントン・ナショナルズのブライス・ハーパー、北海道日本ハムファイターズの大谷翔平がこの打法で打ったことがある。高校野球では、2016年（平成28年）の第98回全国高等学校野球選手権西東京大会で、投手が振りかぶった際に軸足を上げて立つ打法を用いた選手がいる。元々軸足への体重移動が苦手で、試行錯誤の結果この打法に辿り着いたといい、この打法により徐々に長打が出るようになった。この選手は3年生となった翌2017年（平成29年）の第99回西東京大会1回戦にも出場し、再びこの逆一本足打法を用いたが、「早いフォームの投手にタイミングが取り切れない」として、最終打席では、2ストライクに追い込まれると、普通のフォームに切り替えた。

## 企業経営
転じて、企業経営において1つの事業・商品が企業の売上・利益のほとんどを稼ぎ出す状態も「一本足打法」と呼ばれる。
日本経済新聞社では、戦前から「一本足」という比喩が存在したところに、一本足打法による王の活躍があり、ちょうど同時期にポリエステル事業を主力に躍進した帝人と重ね合わせて「一本足打法」の表現が使われるようになったと分析している。
代表的な事例としては、アサヒグループホールディングスにおける「アサヒスーパードライ」、JR東海における「東海道新幹線」が挙げられる。